# Isidore Colombert

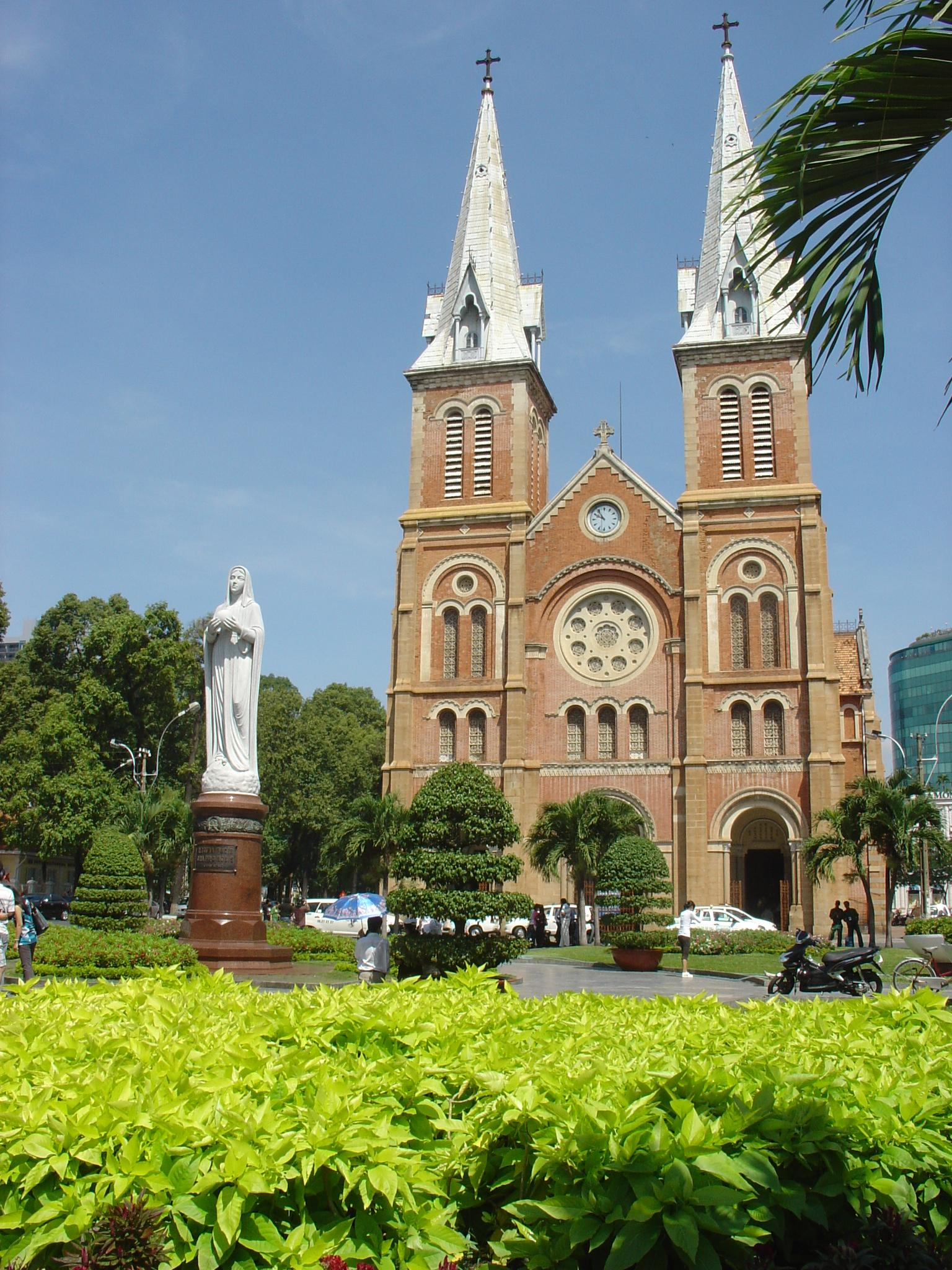
Cathédrale Notre-Dame de Saigon en 2009.

Isidore François Joseph Colombert MEP, né le 19 mars 1838 à Sainte-Marie-du-Bois (Mayenne) et mort le 31 décembre 1894 à Saïgon, est un missionnaire catholique français qui fut évêque à Saïgon.

## Biographie
Isidore Colombert poursuit ses études au lycée de Laval, puis au petit séminaire de Précigné et enfin au grand séminaire du Mans. En 1860, il entre au séminaire des Missions étrangères de Paris où il est ordonné prêtre le 30 mai 1863 à l'âge de vingt-cinq ans. Il est affecté tout de suite après pour la Cochinchine récemment conquise par la marine de Napoléon III.
Isidore Colombert apprend d'abord la langue à Mac-Bac, puis dirige le district de Caï-Nhum dans la province de Vinh-Long (delta du Mékong) et y fait construire une chapelle. En 1866, il devient à Saïgon le secrétaire particulier du vicaire apostolique, Mgr Miche, et le procureur de la mission. Il se fait reconnaître pour ses qualités d'administrateur. Mgr Miche, sentant ses forces décliner, le fait nommer par Rome comme son coadjuteur. Il est nommé évêque titulaire (in partibus) de Samosate (de) le 6 février 1872 et sacré évêque le 25 juillet 1872. Après la mort de Mgr Miche, il devient vicaire apostolique de Cochinchine occidentale, le 1er décembre 1873.
Tout au long de son épiscopat, il sait ne pas envenimer la situation entre l'Église et l'État français devenu républicain. Plus de deux cents églises ou chapelles sont construites en Cochinchine occidentale, parmi lesquelles la cathédrale Notre-Dame de Saïgon qui existe toujours. Il fait ouvrir aussi de nombreuses écoles aussi bien dans les villes que dans les postes de mission les plus reculés. Il fonde le petit séminaire de Caï-Nhum et révise le catéchisme de la mission.
L'administration coloniale cesse de subventionner la mission à partir de 1881, sous le gouvernement de Charles Le Myre de Vilers (1833-1918). Mgr Colombert, à force d'économies, parvient à maintenir son budget. En 1885, lors des massacres qui frappent plusieurs missions d'Indochine, il accueille et porte assistance aux chrétiens du Binh-dinh réfugiés à Saïgon.
Il passe ses dernières années malade et il meurt le 31 décembre 1894 à Saïgon. Il est enterré selon ses vœux à la cathédrale. Mgr Dépierre lui succède.